# The Pups' Christmas
The Pups' Christmas è un film del 1936 diretto da Rudolf Ising. È un cortometraggio d'animazione della serie Happy Harmonies, distribuito negli Stati Uniti il 12 dicembre 1936. È il terzo corto con protagonisti i "Two Little Pups", apparsi per la prima volta nell'omonimo cortometraggio uscito a marzo dello stesso anno.

## Trama
I due cuccioli sono entusiasti di vivere il loro primo Natale. Mentre i bambini giocano con i loro giocattoli, i cuccioli li guardano affascinati ma finiscono per restare impauriti da un cane di peluche, una bambola parlante e un diabolico carro armato giocattolo che li insegue costantemente. Infine, il carro armato e un aeroplano a carica automatica si distruggono tra loro mentre i cuccioli corrono verso la sicurezza della loro cuccia.

## Distribuzione

### Edizione italiana
Il corto fu distribuito in Italia direttamente in VHS. Il doppiaggio fu eseguito a Milano in oversound, non essendo disponibile una colonna internazionale.

### Edizioni home video
Il corto fu inserito nella VHS Il magico mondo animato della Metro-Goldwyn-Mayer - Volume 2, uscita in Italia nel luglio 1989; la videocassetta fu ristampata nel 1993 col titolo MGM Magic Cartoons vol. 2 - Gli allegri mattacchioni.